# Leiuranus
Leiuranus – rodzaj ryb promieniopłetwych z podrodziny Ophichthinae w obrębie rodziny żmijakowatych (Ophichthidae).

## Rozmieszczenie geograficzne
Do rodzaju należą gatunki występujące w wodach Indo-Pacyfiku.

## Morfologia
Długość ciała do 75,4 cm; brak danych dotyczących masy ciała.

## Systematyka
Rodzaj zdefiniował w 1852 roku holenderski ichtiolog Pieter Bleeker w artykule poświęconym murenowatym i żmijkowatym z Oceanu Indyjskiego, opublikowanym w czasopiśmie Verhandelingen van het Bataviaasch Genootschap van Kunsten en Wetenschappen. Gatunkiem typowym jest (oznaczenie monotypowe) L. semicinctus.

### Etymologia
- Leiuranus: gr. λειος leios ‘gładki’; ουρανος ouranos ‘podniebienie’[9].
- Stethopterus: gr. στηθος stēthos ‘pierś’[10]; πτερον pteron ‘płetwa’[11]. Gatunek typowy (oznaczenie monotypowe): Ophisurus vimineus Richardson, 1845 (= Ophisurus semicinctus Lay & Bennett, 1839).
- Elapsopis: nowołac. elaps ‘wąż’, od gr. ελοψ elops, ελοπος elopos ‘niemy’[12]; οψις opsis, οψεως opseōs ‘wygląd, oblicze, twarz’[13]. Gatunek typowy (oznaczenie monotypowe): Ophisurus versicolor Richardson, 1848.
- Machaerenchelys: gr. μαχαιρα makhaira ‘nóż’; εγχελυς enkhelus ‘węgorz’[5]. Gatunek typowy (oryginalne oznaczenie (również monotypowe)): Machaerenchelys vanderbilti Fowler, 1938 (= Ophisurus semicinctus Lay & Bennett, 1839).
- Cyclophichthys: gr. κυκλος kuklos ‘okrąg’[14]; rodzaj Ophichthus Ahl, 1789[6]. Gatunek typowy (oryginalne oznaczenie (również monotypowe)): Ophichthus cyclorhinus Fraser-Brunner, 1934 (= Ophisurus versicolor Richardson, 1848).

### Podział systematyczny
Do rodzaju należą następujące gatunki:
- Leiuranus semicinctus (Lay & Bennett, 1839)
- Leiuranus versicolor (Richardson, 1848)